# Villaturde
Villaturde é um município da Espanha na província de Palência, comunidade autónoma de Castela e Leão, de área 26,19 km² com população de 225 habitantes (2004) e densidade populacional de 8,59 hab/km².

## Demografia
| Variação demográfica do município entre 1991 e 2004 | Variação demográfica do município entre 1991 e 2004 | Variação demográfica do município entre 1991 e 2004 | Variação demográfica do município entre 1991 e 2004 |
| --------------------------------------------------- | --------------------------------------------------- | --------------------------------------------------- | --------------------------------------------------- |
| 1991                                                | 1996                                                | 2001                                                | 2004                                                |
| 313                                                 | 281                                                 | 236                                                 | 225                                                 |